# 招商局历史博物馆
招商局历史博物馆為展示招商局集團發展史之企業博物館。

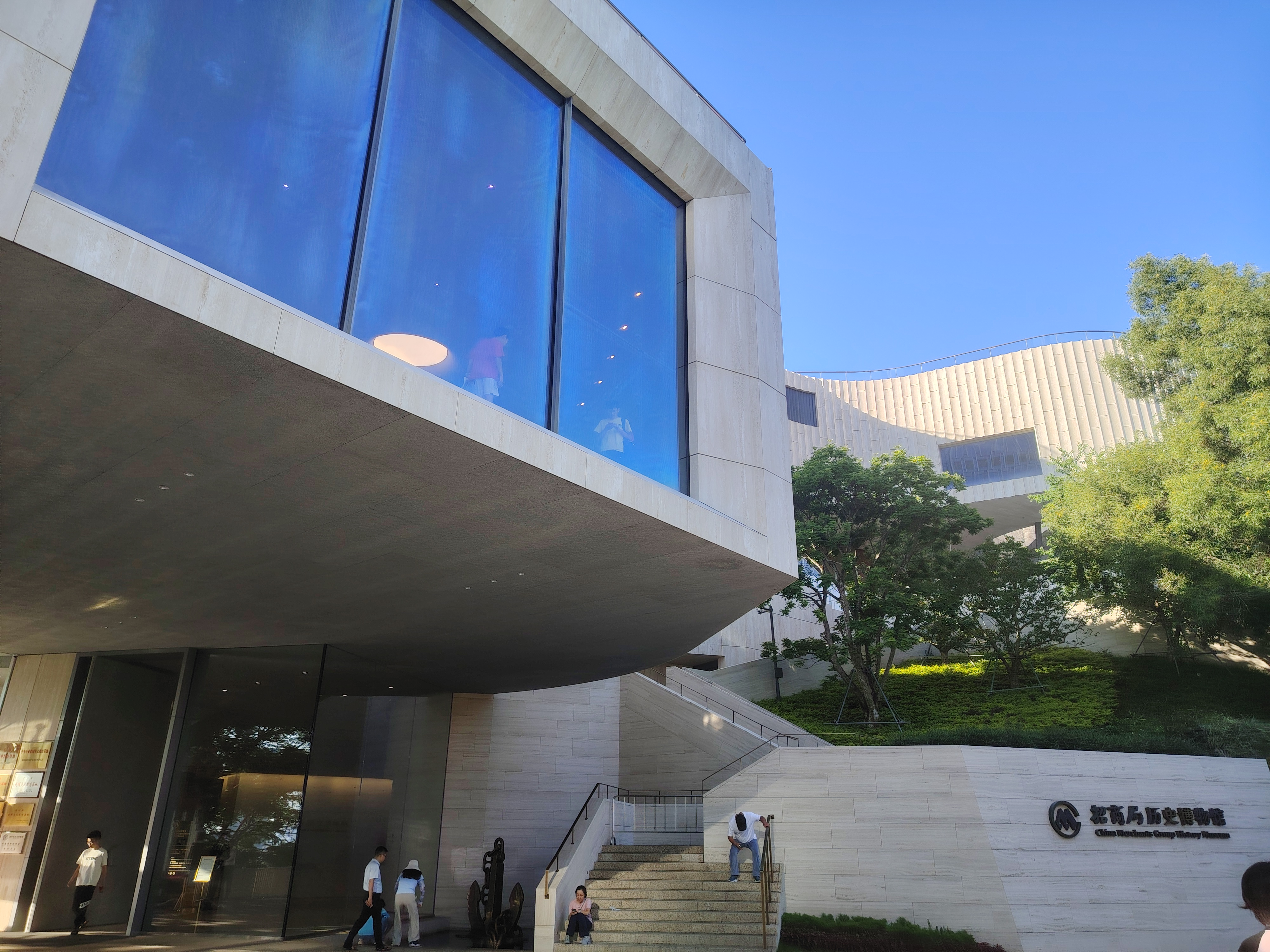
新馆外观

## 历史
位於中國深圳市蛇口沿山路21號。展場面積達800平方公尺，展品包含李鴻章成立輪船招商局之奏摺、開辦之初的招商入股書及股票等，又該館歷史照片收藏豐富，據稱達1.2萬幀之多。

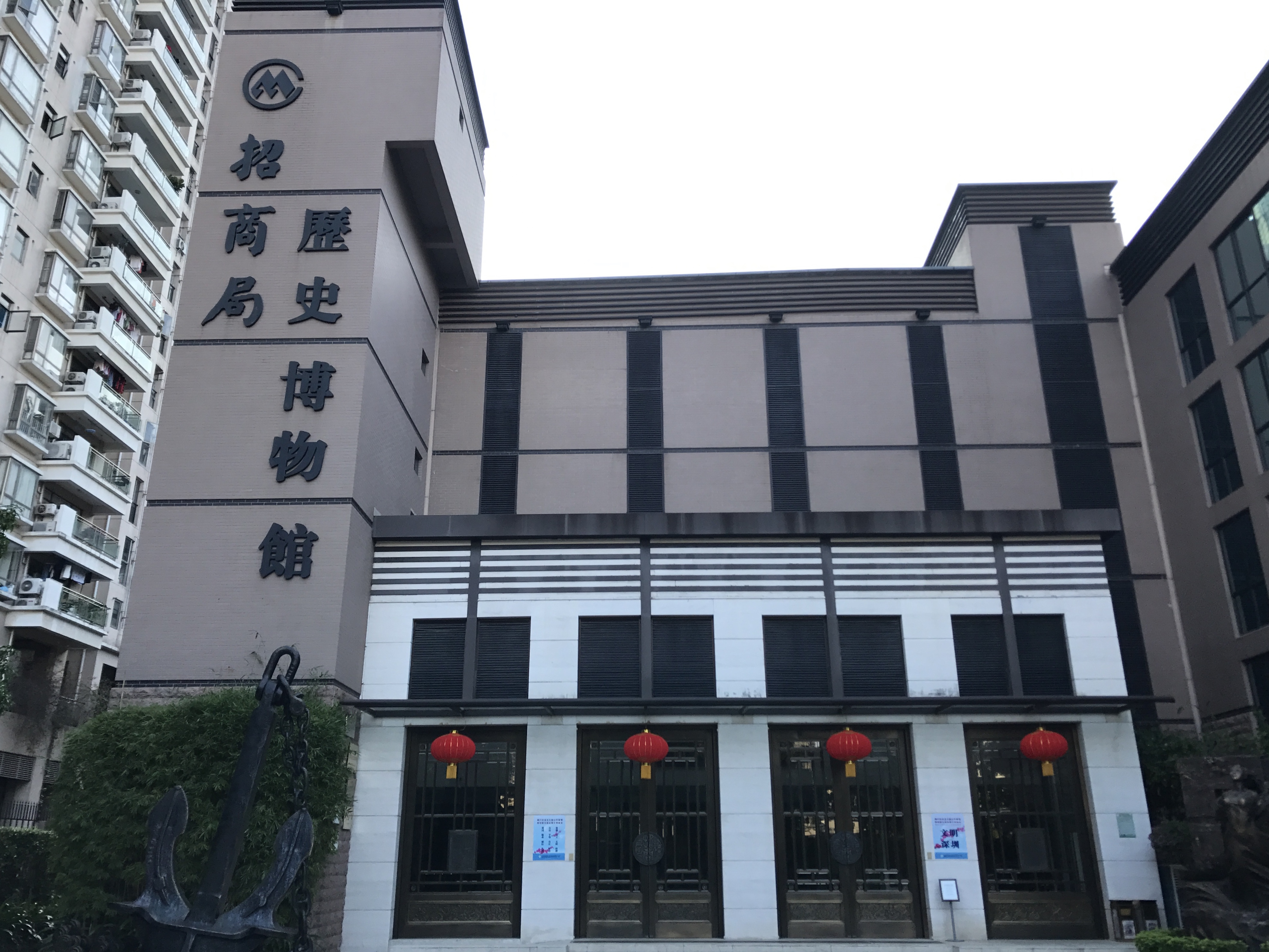
旧馆